# ルディ・ゴベア
- ルディ・ゴベール
- ルディ・ゴベル

ルディ・ゴベア＝ブーガレル（Rudy Gobert-Bourgarel, 1992年6月27日 - ）は、フランス・サン＝カンタン出身のプロバスケットボール選手。NBAのミネソタ・ティンバーウルブズに所属している。ポジションはセンター

## 経歴

### LNB
2010-11シーズンは1試合のみの出場にとどまった。2011-12シーズンは23試合に出場し、1試合平均4.7得点、3.7リバウンド、1ブロックを記録しチームはプレーオフに進出した。2012-13シーズンは27試合に出場し、1試合平均8.4得点、5.4リバウンド、1.5ブロックを記録した。

### ユタ・ジャズ
2013年の6月に行われたNBAドラフトではデンバー・ナゲッツに全体27位で指名され、その後のトレードでユタ・ジャズへと移籍した。
ルーキーシーズンは45試合の出場に終わったが、2014-15シーズンは全82試合にフル出場。ポジションを争っていたエネス・カンターがオクラホマシティ・サンダーに移籍して以降はスターターに定着し、平均8.4得点、9.4リバウンド、2.3ブロックを記録。MIP候補にも挙げられた。
2016年10月31日、ジャズと4年総額1億200万ドルで契約を延長した。2017年1月20日のダラス・マーベリックス戦では、27得点、25リバウンドを記録し、NBA入り後初の "1試合20得点・20リバウンド" の快記録を達成。3月22日のニューヨーク・ニックス戦では、自己最多の35得点を記録した。2016-17シーズンは、平均2.6ブロックを記録し、初のブロック王を受賞した。ユタも2012年以来のプレーオフ進出を果たし、第4シードのロサンゼルス・クリッパーズとの対戦となった。ゴベールには初のプレーオフゲームの出場となったが、第1戦の開始直後に左膝を痛めロッカールームに下がった。4月15日、MRI検査によって、左膝の過伸展と骨挫傷と診断され第2戦、第3戦と欠場したが、第4戦で復帰。24分の出場だったが15得点、13リバウンドを記録し、勝利に貢献した。

#### 2019-20シーズン
2020年3月11日に新型コロナウイルスに陽性反応を示した。これを受け、NBAは別途通知があるまでシーズンを中断すると発表した。

#### 2020-21シーズン
2020年12月20日にジャズと5年総額2億500万ドルのマックス契約を結び契約延長した。この契約はNBA史上3番目に大きな契約であり、センターの選手としては史上最大の契約である。
2021年2月23日に2年連続でチームメイトのドノバン・ミッチェルとともに、オールスターゲームのウェスタン・カンファレンスのリザーブとして選出された。3月14日、ゴールデンステート・ウォリアーズ との対戦ではキャリアハイを更新する28リバウンドを記録した。シーズン終了後、2021年6月9日に2年ぶりに3回目となるNBA最優秀守備選手賞に選ばれ、最優秀守備選手賞を3回受賞するのはNBA史上4人目となった。また、NBA史上初となる4年連続最優秀守備選手賞を国際プレーヤーが受賞することとなった。

### ミネソタ・ティンバーウルブズ
2022年7月6日にパトリック・ベバリー、マリック・ビーズリー、ジャレッド・バンダービルト、レアンドロ・ボルマロ、4つのドラフト1巡目指名権、1つのドラフト1巡目指名交換権とのトレードで、ミネソタ・ティンバーウルブズへ移籍した。
2023-24シーズン、4月13日のアトランタ・ホークス戦ではフィールドゴール10本全て成功させるなど、25得点を記録した。

## 個人成績

### NBA

#### レギュラーシーズン
| シーズン     | チーム       | GP  | GS  | MPG  | FG%   | 3P%  | FT%  | RPG   | APG | SPG | BPG  | PPG  |
| ------------ | ------------ | --- | --- | ---- | ----- | ---- | ---- | ----- | --- | --- | ---- | ---- |
| 2013–14      | UTA          | 45  | 0   | 9.6  | .486  | ---  | .492 | 3.4   | .2  | .2  | .9   | 2.3  |
| 2014–15      | UTA          | 82  | 37  | 26.3 | .604  | .000 | .623 | 9.5   | 1.3 | .8  | 2.3  | 8.4  |
| 2015–16      | UTA          | 61  | 60  | 31.7 | .559  | ---  | .569 | 11.0  | 1.5 | .7  | 2.2  | 9.1  |
| 2016–17      | UTA          | 81  | 81  | 33.9 | .661  | .000 | .653 | 12.8  | 1.2 | .6  | 2.6* | 14.0 |
| 2017–18      | UTA          | 55  | 55  | 32.4 | .615  | ---  | .681 | 10.7  | 1.4 | .6  | 2.3  | 13.5 |
| 2018–19      | UTA          | 81  | 80  | 31.8 | .669* | ---  | .636 | 12.9  | 2.0 | .8  | 2.3  | 15.9 |
| 2019–20      | UTA          | 68  | 68  | 34.3 | .693  | ---  | .630 | 13.5  | 1.5 | .8  | 2.0  | 15.1 |
| 2020–21      | UTA          | 71  | 71  | 30.8 | .675* | .000 | .623 | 13.5  | 1.3 | .6  | 2.7  | 14.3 |
| 2021–22      | UTA          | 66  | 66  | 32.1 | .713* | .000 | .690 | 14.7* | 1.1 | .7  | 2.1  | 15.6 |
| 2022–23      | MIN          | 70  | 70  | 30.7 | .659  | .000 | .644 | 11.6  | 1.2 | .8  | 1.4  | 13.4 |
| 2023–24      | MIN          | 76  | 76  | 34.1 | .661  | .000 | .638 | 12.9  | 1.3 | .7  | 2.1  | 14.0 |
| 2024–25      | MIN          | 72  | 72  | 33.2 | .669  | ---  | .674 | 10.9  | 1.8 | .8  | 1.4  | 12.0 |
| 通算         | 通算         | 829 | 737 | 30.7 | .656  | .000 | .641 | 11.7  | 1.4 | .7  | 2.1  | 12.6 |
| オールスター | オールスター | 3   | 0   | 14.9 | .900  | ---  | .333 | 8.0   | 1.0 | .3  | .3   | 12.3 |

#### プレーオフ
| シーズン | チーム | GP | GS | MPG  | FG%  | 3P%  | FT%  | RPG  | APG | SPG | BPG | PPG  |
| -------- | ------ | -- | -- | ---- | ---- | ---- | ---- | ---- | --- | --- | --- | ---- |
| 2017     | UTA    | 9  | 9  | 27.3 | .635 | ---  | .480 | 9.9  | 1.2 | 1.0 | 1.3 | 11.6 |
| 2018     | UTA    | 11 | 11 | 34.8 | .655 | ---  | .603 | 10.7 | 1.0 | .9  | 2.3 | 13.2 |
| 2019     | UTA    | 5  | 5  | 30.4 | .594 | ---  | .783 | 10.2 | 1.4 | .6  | 2.6 | 11.6 |
| 2020     | UTA    | 7  | 7  | 38.6 | .649 | ---  | .524 | 11.4 | 1.1 | .6  | 1.4 | 16.9 |
| 2021     | UTA    | 11 | 11 | 34.2 | .741 | .000 | .636 | 12.3 | .8  | .5  | 2.1 | 14.7 |
| 2022     | UTA    | 6  | 6  | 32.8 | .636 | ---  | .682 | 13.2 | .5  | .2  | 1.0 | 12.0 |
| 2023     | MIN    | 5  | 5  | 35.4 | .630 | ---  | .630 | 12.2 | 2.0 | .4  | 1.0 | 15.0 |
| 2024     | MIN    | 15 | 15 | 34.2 | .615 | ---  | .671 | 9.8  | 1.6 | .9  | 1.0 | 12.1 |
| 2025     | MIN    | 15 | 15 | 27.4 | .582 | ---  | .520 | 8.6  | .7  | .5  | 1.2 | 7.9  |
| 通算     | 通算   | 84 | 84 | 32.4 | .641 | .000 | .608 | 10.6 | 1.1 | .7  | 1.5 | 12.3 |

## フランス代表

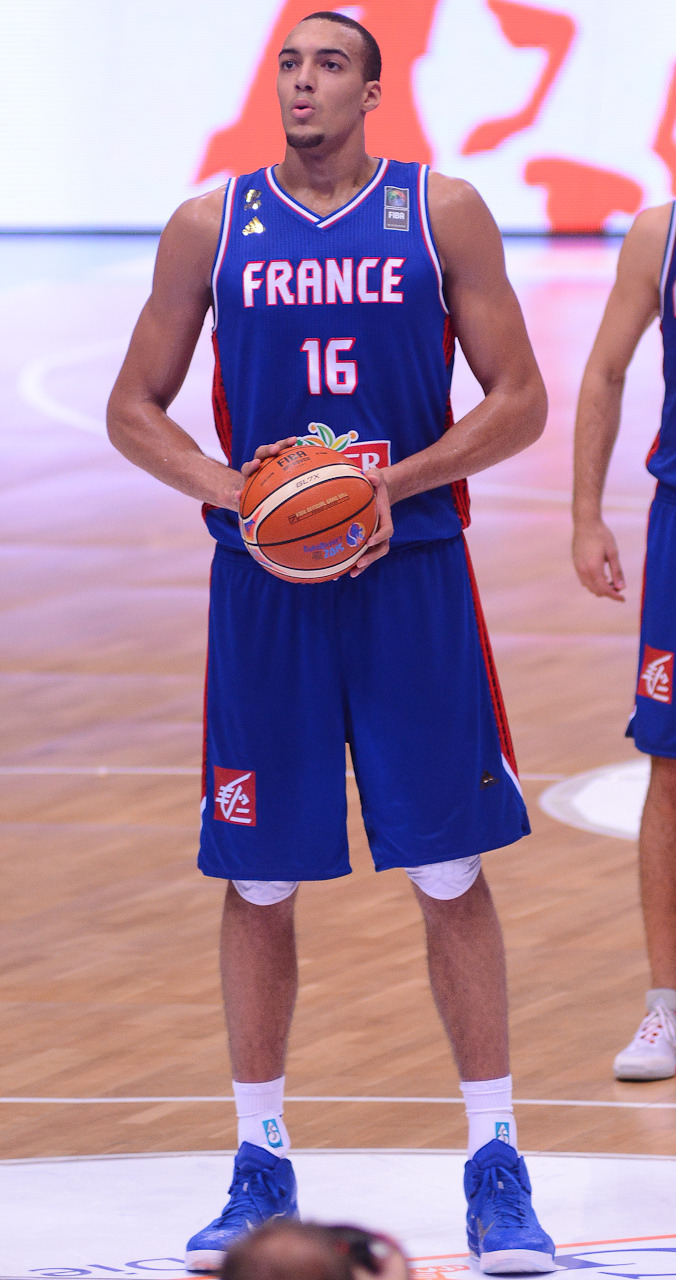
フランス代表でのゴベール（2015年）

2011年にU-20欧州選手権に出場し銅メダルを獲得、2012年には同じくU-20欧州選手権に出場し銀メダルを獲得し自身は大会ベスト5に選ばれた。同年にはフランス代表にも選ばれた。また、2014年のFIBAバスケットボール・ワールドカップでも銅メダルを獲得している。